# Bocq
Bocq (franska: Le Bocq) är ett vattendrag i Belgien.   Det ligger i provinsen Namur och regionen Vallonien, i den centrala delen av landet, 70 km sydost om huvudstaden Bryssel.
Trakten runt Bocq består till största delen av jordbruksmark. Runt Bocq är det ganska tätbefolkat, med 116 invånare per kvadratkilometer.